# 1757 en arts plastiques
| Années des arts plastiques : 1754 - 1755 - 1756 - 1757 - 1758 - 1759 - 1760    |
| Décennies des arts plastiques : 1720 - 1730 - 1740 - 1750 - 1760 - 1770 - 1780 |

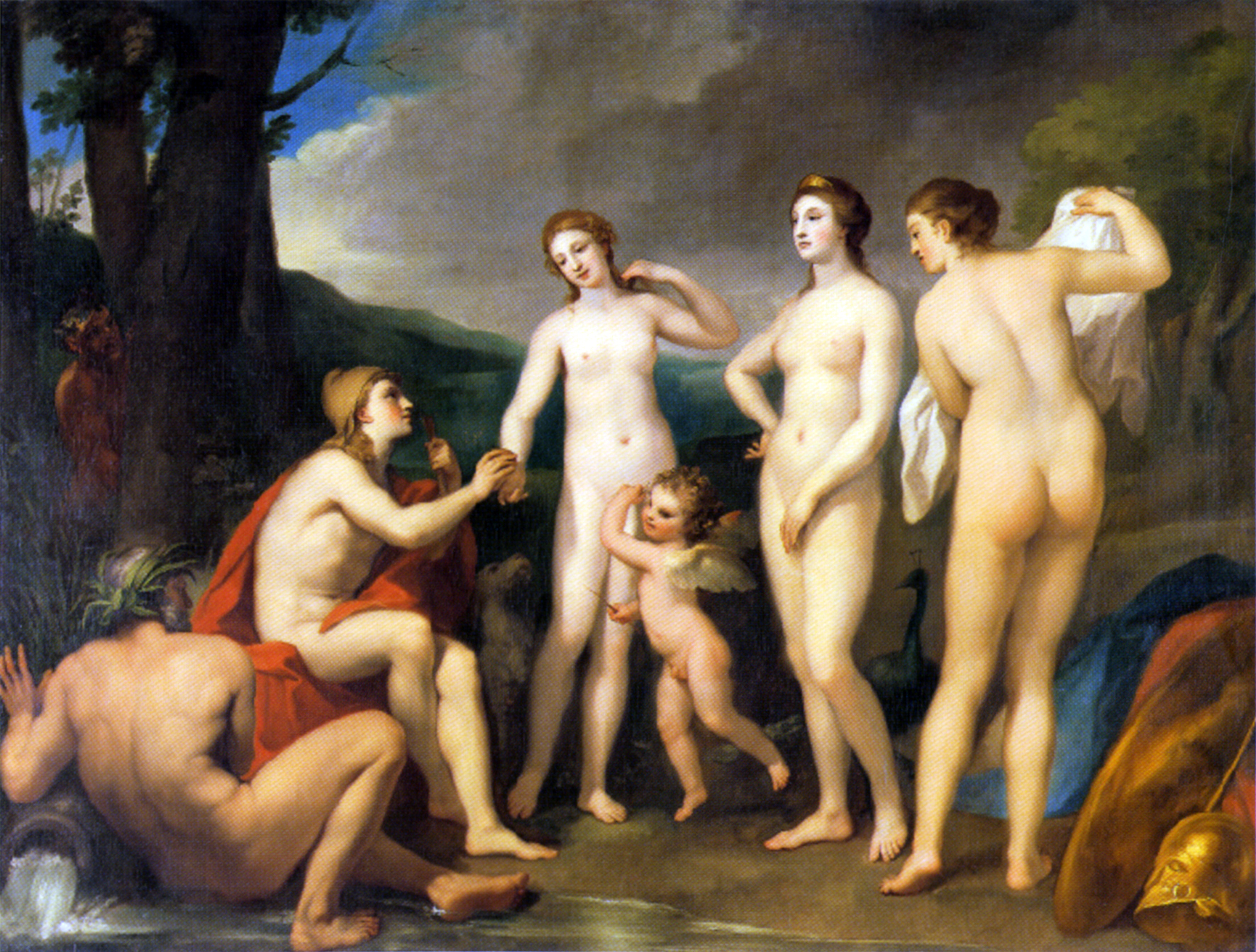
Le Jugement de Pâris, toile d'Anton Raphael Mengs (v. 1757).

Cette page concerne l'année 1757 en arts plastiques.

## Œuvres
- La Pêche à la ligne de François Boucher.

## Naissances
- 19 avril : Jean Naigeon, peintre d'histoire français († 22 juin 1832),
- 4 août :
  - Vladimir Borovikovski, peintre russe († 18 avril 1825),
  - Joseph Roques, peintre français († 1847),
- 16 septembre : Léonor Mérimée, littérateur, peintre et chimiste français († 1836),
- 20 novembre : Jean-Thomas Thibault, architecte et peintre français († 27 juin 1826),
- 28 novembre : William Blake, poète, peintre et graveur britannique († 12 août 1827),
- 6 décembre : William Capon, peintre britannique († 26 septembre 1827),
- ? :
  - William Anderson, peintre britannique († 27 mai 1837),
  - Augustin-Louis Belle, peintre d’histoire français († 12 janvier 1841),
  - Raffaele Gioia, peintre italien († 26 juillet 1805),
- vers 1757 : William Doughty, peintre et graveur britannique († vers 1782).

## Décès
- 13 janvier : Francesco Albotto, peintre italien de vedute  (° 1721),
- 24 janvier : Francesco Robba, sculpteur italien de la période baroque (° 1er mai 1698),
- 15 avril : Rosalba Carriera, peintre vénitienne (° 7 octobre 1675),
- 30 avril : Michel Aubert, graveur français (° 1700),
- 17 novembre : Letitia Bushe, aquarelliste et miniaturiste irlandaise (° vers 1705 ou 1710).